# Płana
Płana (bułg. Плана) – wieś w Bułgarii; 70 mieszkańców (2010).